# Luis Martínez (beisbolista)
Luis Martínez (nacido el 20 de enero de 1980 en Santo Domingo) es un ex lanzador abridor dominicano que jugó en las Grandes Ligas de Béisbol en la Liga Nacional brevemente para los Cerveceros de Milwaukee en la temporada 2003. Mide 6' 6" y pesa 200 libras.
En 1996, los Cerveceros firmaron a Martínez de 16 años de edad como amateur y lo asignaron a su complejo de ligas menores. Pasó seis años en las menores (1998-2003), antes de unirse al club de Grandes Ligas a finales de septiembre de 2003. Registró un récord de 0-3 con una efectividad de 9.92 en cuatro aperturas para Milwaukee, permitiendo 18 carreras en 25 hits, ponchó a 10 y dio 15 boletos en 16 entradas y un tercios de trabajo.
Después de su paso por Grandes Ligas, Martínez jugó en el sistema de ligas menores de los Cardenales de San Luis y los Rockies de Colorado en 2004. Mientras que en San Luis, formó parte del mismo canje que llevó a Larry Walker a los Cardenales. Más tarde en 2008, lanzó para Saraperos de Saltillo en la Liga Mexicana.
En 11 temporadas en las menores, Martínez terminó con un récord de 42-61 con 733 ponches y una efectividad de 4.84 en 785 entradas y un tercio.

## Cargos criminales
En 2004, Martínez fue sometido a la justicia por intento de homicidio a un funcionario del gobierno dominicano. Martínez alegó que fue en defensa propia.